# NCR PC6
NCR PC6 (PC6) је био професионални рачунар фирме NCR који је почео да се производи у САД од 1985. године.
Користио је Intel 8088-2 као микропроцесор. RAM меморија рачунара је имала капацитет до 640KB, прошириво на главној плочи.
Као оперативни систем кориштен је NCR-DOS.

## Детаљни подаци
Детаљнији подаци о рачунару PC6 су дати у табели испод.
|                       |                                              |
| [ 1 ]                 |                                              |
| Произвођач            |                                              |
| Тип                   | професионални рачунар                        |
| Меморија              | прошириво до 640 на главној плочи            |
| Поријекло             | Сједињене Америчке Државе                    |
| Година                | 1985                                         |
| Тастатура             | тастатура са пуним помаком тастера.          |
| Процесор              |                                              |
| Фреквенција процесора | 4,77 / 6                                     |
| RAM                   | прошириво до 640 на главној плочи            |
| ROM                   | непознато                                    |
| Текст                 | 80 x 25?                                     |
| Графика               | висока резолуција                            |
| Боја                  | да                                           |
| Звук                  | мали звучник?                                |
| Димензије             | 46 (ширина) x 36 (дубина) x 38 (висина) / 23 |
| Портови               |                                              |
| Оперативни систем     |                                              |